# Malka
Malka nebo Balyksu (rusky Малка nebo Балыксу) je řeka v Kabardsko-balkarské republice v Rusku. Je 210 km dlouhá od pramene zdrojnice Kizilkol. Povodí má rozlohu 10 000 km².

## Průběh toku
Pramení z ledovců na severním svahu Elbrusu. Na horním toku má charakter horské řeky. Ve vzdálenosti 65 km od ústí, kde vtéká do roviny, se od řeky oddělují zavlažovací kanály. Ústí zleva do Těreku (povodí Kaspického moře).

## Vodní stav
Zdrojem vody jsou převážně ledovce. Průměrný průtok vody ve vzdálenosti 28 km od ústí činí 97,8 m³/s. Zamrzá na dolním toku na tři dny až dva měsíce a ledová pokrývka není stálá. K povodním dochází v létě. Největším přítokem je Baksan zprava, který dodává až 85 % průtoku.

## Využití
Na řece leží město Prochladnyj.